# Jorge Jiménez Deredia
Jorge Enrique Jiménez Martínez (Heredia, 4 de octubre de 1954) es un escultor y arquitecto de origen costarricense, más conocido como Jorge Jiménez Deredia.
Habiendo comenzado su carrera en su país natal, Deredia se trasladó a Italia en 1976, país en donde ha desarrollado gran parte de su obra recibiendo aclamación internacional y privilegios únicos, siendo tal vez uno de los más importantes, al ser el primer escultor latinoamericano en colocar una obra en la Basílica de San Pedro de la Ciudad del Vaticano, y ser el primer artista contemporáneo en exponer sus obras en el Foro Romano, entre otros sitios de la capital italiana.

## Biografía
Jiménez Deredia descubrió la escultura a los 13 años de edad, en el taller del Liceo de Heredia; fue ahí en donde se dio cuenta de que era capaz de crear algo. 
Unos años después, Deredia empezó a tallar retratos en trozos de madera y piedra, contando con el apoyo de los talleres artísticos del Conservatorio Castella, ubicados en Barreal de Heredia.
Poco tiempo después centró su atención en el desarrollo de las formas orgánicas y en el arte precolombino. Es en este momento donde se gradúa de secundaria y empieza a visitar frecuentemente la Facultad de Bellas Artes de la Universidad de Costa Rica.

## Visita a Italia
En 1976 el gobierno italiano promovió un concurso dirigido exclusivamente a estudiantes extranjeros, en donde se otorgaría una beca de 7 meses que permitiría al elegido aprender las técnicas de la elaboración del mármol en la ciudad de Carrara, Italia. Deredia fue, finalmente, el elegido, de esta manera, parte en octubre del mismo año junto a su esposa, Giselle Zamora.
Ya estando en Italia, Deredia tuvo la oportunidad de observar en persona las obras de distintos artistas italianos, estudiando y dibujando por mucho tiempo obras de Miguel Ángel, Gian Lorenzo Bernini, Filippo Brunelleschi, entre otros. Cuando terminó el tiempo de la beca, Deredia decide quedarse permanentemente en Italia para así poder dedicarse plenamente a la escultura. De esta manera, continua sus estudios en la Academia de Bellas Artes de Carrara, para aprender las técnicas de la elaboración del mármol y del bronce.

## Formación en Italia
Desde ese mismo año, y hasta la mitad de los años 80, Deredia creó obras que se caracterizaban por presentar rasgos toscos, de figuras aullantes. Estas obras más que todo reflejaban sentidos de malestar, rabia e incertidumbre. Con ellas, Deredia quería mostrar una "huella latinoamericana".
Es en esta época también que Deredia empieza a trabajar por medio de sus obras el tema de la maternidad, incrementándose especialmente después de 1978, año en que nació su hijo Esteban.
Cuando obtuvo su Licenciatura en Escultura de la Academia de Bellas Artes de Carrara, Deredia decide estudiar arquitectura en la Universidad de Florencia, de 1980 a 1986.
Los años vividos en Florencia le permitieron despertar nuevos estímulos que cambiaron su acercamiento en lo que respecta a su obra artística, profundizándose así en el período renacentista. Todo este movimiento artístico intelectual, aunado a la recuperación de la cultura costarricense (particularmente las esferas precolombinas propias de la cultura Boruca), permiten a Deredia fortalecer su visión globalizante del Ser con el Universo.
Las esferas precolombinas influyen en el escultor, haciendo que este centre su atención en las formas y el material utilizado en las mismas, además de la función y la simbología ligada a la figura de la esfera y el círculo en si.
Así, la esfera se transforma en un modelo, en un molde, que permite al escultor enfatizar en los dibujos de tinta china de 1985 y la primera Génesis.
Es en ese mismo año que el escultor adoptó su nombre artístico, Jorge Jiménez Deredia, como contracción de "de-Heredia", la ciudad natal del escultor. Este cambio fue producto de lo que el crítico francés Pierre Restany denominó "el momento de iluminación cósmica". El crítico afirmó en ese entonces que Deredia nació como artista en ese año porque "descubrió la alquimia de la esfera precolombina". Desde entonces y en adelante, resultan bastante claras y definidas las líneas de pensamiento que acompañan la producción artística del escultor.

## Características generales de su obra
El tema de la maternidad es recurrente dentro de la obra de Deredia. La maternidad en sus obras representa el desarrollo al tema de la fecundidad y el nacimiento; Deredia representa este tema a través de formas esencialmente orgánico-simbólicas, como la esfera, el útero y el seno.
La esfera es un elemento recurrente en Deredia: inspirado en las esferas precolombinas de la antigua cultura Boruca de Costa Rica, Deredia ha declarado que gracias a ellas puede entender la dimensión de su espiritualidad y la espiritualidad de su pueblo natal
Mediante estos símbolos presentes en sus obras, Deredia pretende recuperar los valores espirituales de los pueblos indígenas.  Al recuperar tales valores, los ofrece renovados para así poder "activarlos".
La esfera precolombina representa para el escultor, esencialmente, un mensaje de armonía y el encuentro del individuo consigo mismo.
Por otro lado, la Génesis representa para el artista la evolución de la vida, los diferentes momentos de la vida. Deredia considera que cada individuo es "polvo de estrellas", que se ha transformado, transmutado; el individuo es fruto de la transmutación. La Génesis describe los diferentes pasos de esa transmutación: se nace, crece y muere. Las esculturas del artista representan ese fenómeno de transmutación.

## Logros y reconocimientos
Jorge Jiménez Deredia es el primer escultor latinoamericano en colocar una obra en la Basílica de San Pedro: la Estatua de San Marcelino Champagnat, que fue develada el 20 de septiembre del año 2000 ante la presencia del Papa Juan Pablo II. La estatua fue colocada dentro de un nicho del transepto izquierdo de la Basílica de San Pedro, diseñado por Miguel Ángel.
En 1999 le fue otorgado el premio "Beato Angélico" por el Vaticano, como reconocimiento a la calidad espiritual que ha manifestado a través de sus obras.
Deredia fue el primer artista contemporáneo en exponer sus obras en el Foro Romano, el más importante sitio arqueológico y patrimonial de la capital italiana, del 23 de junio al 30 de noviembre del 2009. La exhibición en si constó de ocho grupos escultóricos hechos en mármol, obras propias de Deredia. Esas esculturas formaron parte de la "Ruta de la Paz", un proyecto que prevé nueve conjuntos escultóricos monumentales en nueve países de América, desde Canadá hasta la Tierra del Fuego, pasando por Estados Unidos, México, Costa Rica, Colombia, Perú y Chile. De esta manera, la prensa romana escrita y en televisión ha retratado a Jiménez Deredia como un "mensajero de paz".
Hasta el momento se han publicado 6 libros acerca del artista, entre los cuales se encuentra uno titulado "Plenitud bajo el cielo: Pierre Restany-Jiménez Deredia y su leyenda", que corresponde a una de las últimas publicaciones del crítico francés Pierre Restany, fundador del movimiento artístico llamado "Nuevo realismo". En esta publicación en particular, Restany analiza detenidamente las obras, vida y pensamiento de Deredia, describiendo a la vez una evolución artística ligada a los motivos simbólicos.